# Béb
Béb (německy Wieb) je obec v Maďarsku v župě Veszprém, spadající pod okres Pápa. Nachází se asi 8 km severovýchodně od Pápy a 28 km jihovýchodně od Tétu. V roce 2015 zde žilo 229 obyvatel, z nichž 90,5 % tvoří Maďaři.
Kromě hlavní části spadá k Bébu i malá část Újtelep.
Béb leží na silnicích 8301 a 8303. Je přímo silničně spojen s obcemi Bakonykoppány, Csót, Nagygyimót, Ugod a Vanyola. Béb leží mezi potoky Gerence a Öreg, které se stékají. Gerence se poté vlévá do řeky Marcal.
V Bébu se nachází katolický kostel sv. Anny, malý obchod, rybník a hřbitov.